# Sprengung einer Versammlung
Als Sprengung einer Versammlung wird das Verhindern eines wirksamen Zusammentretens oder das Erzwingen der Auflösung einer rechtlich zulässigen Versammlung bezeichnet. Als Auflösung einer Versammlung wird hingegen der gleiche Vorgang durch die Polizei bei unzulässigen Versammlungen bezeichnet. Kommt es im Rahmen einer Versammlung zu Gewalt zwischen zwei Parteien, so spricht man von Straßenschlacht.

## Strafbarkeit
Die Versammlungsfreiheit ist ein Grundrecht. Entsprechend ist in vielen Staaten das Sprengen einer Versammlung ein Straftatbestand.
In Deutschland regelt § 21 Versammlungsgesetz die Strafbarkeit.

„Wer in der Absicht, nichtverbotene Versammlungen oder Aufzüge zu verhindern oder zu sprengen oder sonst ihre Durchführung zu vereiteln, Gewalttätigkeiten vornimmt oder androht oder grobe Störungen verursacht, wird mit Freiheitsstrafe bis zu drei Jahren oder mit Geldstrafe bestraft.“

In Österreich ist dies in § 284 StGB „Sprengung einer Versammlung“ (als Strafrechtsnorm des Versammlungsgesetzes) normiert.

„Wer eine Versammlung, einen Aufmarsch oder eine ähnliche Kundgebung, die nicht verboten sind, mit Gewalt oder durch Drohung mit Gewalt verhindert oder sprengt, ist mit Freiheitsstrafe bis zu einem Jahr oder mit Geldstrafe bis zu 720 Tagessätzen zu bestrafen.“

## Historische Beispiele
- der „Spaziergang nach Versailles“ zur Sprengung der Nationalversammlung und Verhaftung der Regierung am 3. April 1871 in Paris, siehe Pariser Kommune
- die gewaltsame Sprengung der frei gewählten Stadtverordnetenversammlung durch kommunistische Demonstranten am 6. September 1948 als Meilenstein der Teilung Berlins[3]